# Camponotus constructor
Camponotus constructor es una especie de hormiga del género Camponotus, tribu Camponotini. Fue descrita científicamente por Forel en 1899.
Se distribuye por Costa Rica, Ecuador y Panamá. Se ha encontrado a elevaciones de hasta 800 metros. Vive en microhábitats como la vegetación baja.